# Gino Severini
Pour les articles homonymes, voir Severini.
Gino Severini né le 7 avril 1883 à Cortone (province d'Arezzo en Toscane) et mort le 26 février 1966 à Paris est un peintre italien.
Il est un des artistes représentants du mouvement futuriste. 

## Biographie
Gino Severini s'établit à Rome en 1899 où il travaille comme employé. Il fréquente l'école libre du nu à l'Académie et suit des cours de dessin le soir à l'école de la villa Médicis. Il rencontre le peintre Giacomo Balla dont il devient l'élève. En 1900-1901, il est, avec Balla, à Fontenay-aux-Roses, chez Serafino Macchiati, peignant des paysages.
Il rencontre également le peintre et sculpteur Umberto Boccioni avec qui il organise en 1905 l'exposition des Refusés dans le foyer du théâtre Costanzi. Il s'installe à Paris en 1906 et fréquente l'avant-garde artistique. En 1910, il signe le manifeste pour la peinture futuriste avec Filippo Tommaso Marinetti, Giacomo Balla, Umberto Boccioni, Luigi Russolo et Carlo Carrà. En 1912, il participe à l'exposition des peintres futuristes organisée par le critique Félix Fénéon du 5 au 24 février à la galerie Bernheim-Jeune à Paris et il est présent dans les expositions successives des futuristes en Europe et aux États-Unis.
Très bon dessinateur, il combine dans son œuvre la science et l'art, la rigueur et l'imagination, pour atteindre le plus complet bonheur d'expression lorsqu'il lance, entre 1910 et 1915, les valeurs dynamiques du futurisme. 
Il manifeste un grand intérêt pour la chronophotographie et, pour s'opposer au mimétisme de la peinture traditionnelle, il s'attache dans sa peinture à décomposer les différentes étapes du mouvement, ce qui se manifeste en particulier dans une toile comme La Danseuse obsédante (1911, collection particulière). En 1913, il épouse Jeanne Fort (1897-1992), la fille du poète Paul Fort. 
Après 1920, il se consacre notamment à l'art sacré et à la mosaïque. Il publie en 1921 un ouvrage intitulé Du cubisme au classicisme. En 1922, il décore de fresques une pièce du château de Montegufoni à la demande d'Osbert Sitwell, propriétaire des lieux. Il est l'ami de l'architecte français Auguste Perret. Dans les années 1920, outre un voyage en Suisse avec Jacques Le Chevallier et Alexandre Cingria en 1927, il partage son temps entre Paris et Rome. 
En 1956, il ouvre à Paris l’École d'Art italien avec Gio Colucci.
Il meurt à Paris le 26 février 1966.

## Œuvres
- 1907 : Le Bois de Boulogne (Bois di Boulogne)[réf. nécessaire].
- 1909 : Le Printemps à Montmartre (Primavera a Montmartre)[réf. nécessaire].
- 1910-1911 : La Modiste, huile sur toile, 64,8 × 48,3 cm, Philadelphie, Philadelphia Museum of Art.
- 1911 : Le Boulevard, huile sur toile, 63,5 × 91,5 cm, Londres, Estorick Collection of Modern Italian Art.
- 1911 : Le Chat noir (Il gatto nero), inspiré de l'œuvre éponyme d'Edgar Poe, Ottawa, Musée des beaux-arts du Canada.
- 1909 : La Danse du Pan-Pan au Monico (La danza del pan pan al Monico), œuvre détruite (refaite vers 1960)[réf. nécessaire].
- 1911 : La Danseuse obsédante, huile sur toile, 73,5 × 54 cm, collection particulière.
- 1911 : Souvenirs de voyage (Ricordi di viaggio), huile sur toile, 47 × 75 cm[réf. nécessaire].
- 1912 : Ballerina a Pigalle[réf. nécessaire].
- 1912 : Ballerina blu, huile sur toile, 61 × 46 cm, Venise, collection Peggy-Guggenheim[3].
- 1912 : La Danseuse bleue (La danzatrice blu), Milan, collection Mattioli.
- 1912 : Dynamisme d'une danseuse, ou La Chahuteuse (Dinamismo di una danzatrice ou Ballerina di chahut), huile sur toile, 60 × 45 cm, Milan, pinacothèque de Brera.
- 1912 : Geroglifico dinamico del bal tabarin, huile sur toile, 161,6 × 156,2 cm, New-York, Museum of Modern Art.
- 1912 : Portrait d'Arthur Cravan[réf. nécessaire].
- 1912-1913 : Nord-Sud, Turin, Galerie municipale d'art moderne et contemporain.
- 1913 : Nature morte au journal (Natura morta col giornale Lacerba), Saint-Étienne, musée d'Art et d'Industrie.
- 1913 : Paysage urbain en lumière artificielle (Paesaggio urbano con luci artificiali)[réf. nécessaire].
- 1913 : Le Printemps à Montmartre (Primavera a Montmartre)[réf. nécessaire].
- 1913 : Le Restaurant à Montmartre[réf. nécessaire].
- 1914 : Le Train de la Croix-Rouge (Il treno della Croce Rossa che attraversa un villaggio), New-York, musée Solomon R. Guggenheim.
- vers 1914 : Formes en expansion (Forme in espansione)[réf. nécessaire].
- vers 1914 : Le Paradis terrestre (Il paradiso terrestre)[réf. nécessaire].
- 1915 : Canon en action (Mots et Formes en liberté), huile sur toile, 50 × 61,5 cm, Rovereto, MART, Collection VAF-Stiftung[4].
- 1915 : La Danseuse.
- 1915 : Lanciers italiens au galop (Lancieri italiani al galoppo)[réf. nécessaire].
- 1915 : Portrait de Madame Severini[réf. nécessaire].
- 1915 : Portrait de Paul Forte (Ritratto di Paul Forte)[réf. nécessaire].
- 1915 : Synthèse plastique de l'idée Guerre, huile sur toile, 60 × 50 cm, Munich, Pinakothek der Moderne.
- 1915 : Train blindé en action (Treno blindato), huile sur toile, 115,8 × 88,5 cm, New-York, Museum of Modern Art.
- 1915 : Le Train-Hôpital, Amsterdam[réf. nécessaire].
- 1916 : Maternité (Maternità), huile sur toile, Cortone, musée de l'Académie étrusque.
- 1917 : Le Tunnel (Il tunnel)[réf. nécessaire].
- 1919 : Bohémien jouant de l'accordéon', Milan, museo del Novecento.
- 1919 : Nature morte[réf. nécessaire].
- 1919 : Nature morte à la guitare[réf. nécessaire].
- 1922 : Les deux Pierrot (I due Pierrot)[réf. nécessaire].
- 1933 : Les Arts (Le arti), mosaïque, Triennale de Milan.
- 1934 : fresque monumentale du chevet de la basilique Notre-Dame du Valentin à Lausanne[5].
- 1934 : Portrait de Gina Severini (Ritratto di Gina Severini)[réf. nécessaire].
- 1934-1935 : La Femme et la fille de l'artiste (Jeanne et Gina), Paris, musée national d'Art moderne[6].
- 1936 : Arlequin ou Portrait de Nino Franchina[réf. nécessaire].
- 1936 : La Famille du peintre, musée des Beaux-Arts de Lyon[7].
- 1939 : Storia delle comunicazioni ou Storia dei servizi delle Poste e dei Telegrafi, mosaïques ornant la façade du palais des Postes (Palazzo delle Poste e Telegrafi) d'Alexandrie.
- 1959-1960 : La Danse du Pan-Pan au Monico (La danza del pan pan al Monico), Paris, musée national d'Art moderne.
- Non daté :
  - cycle de mosaïques à l'église Saint-Pierre à Fribourg ;
  - Les Dix Commandements (I dieci comandamenti), mosaïque, Milan, Palazzo della Ragione ;
  - mosaïque, église Saint-Marc de Cortone ;
  - mosaïque, université de Fribourg, bâtiment de Miséricorde ;
  - fresques de la salle des Masques (sala delle Maschere) du château de Montegufoni à Montespertoli[8] ;
  - Saint François recevant les stigmates, fresque du couvent des capucins de Sion[9].